# Jack Kehoe
Jack Kehoe (Nova York, 21 de novembro de 1934 - Los Angeles, 14 de janeiro de 2020) foi um ator americano que apareceu em uma grande variedade de filmes, incluindo os dramas policiais Serpico (1973), O Papa de Greenwich Village (1984) e The Untouchables (1987), do diretor Brian De Palma, bem como os favoritos cult Car Wash (1976) e Midnight Run (1988), o popular faroeste Young Guns II (1990) e On the Nickel (1980).
Kehoe nasceu em Astoria, Nova York. Depois de servir na Força Aérea, ele estudou atuação com Stella Adler.
Na Broadway, Kehoe apareceu em The Ballad of the Sad Cafe (1963) e The Basic Training of Pavlo Hummel (1977).
Kehoe apareceu em vários filmes vencedores do Oscar, incluindo Melvin e Howard (1980) de Jonathan Demme e o vencedor de Melhor Filme The Sting (1973), em que Kehoe (como o vigarista Joe Erie, também conhecido como O Erie Kid). Seus vários créditos na TV incluem papéis em The Twilight Zone, Murder, She Wrote e Miami Vice.
Depois de aparecer ao lado de Michael Douglas em The Game (1997), de David Fincher, Kehoe se aposentou. Uma das poucas entrevistas que deu durante sua carreira foi conduzida para uma edição de 1974 da New York Magazine, na qual Kehoe discutiu (entre vários tópicos) sua visão de Hollywood.
Kehoe morreu em 14 de janeiro de 2020, após um AVC, aos 85 anos. Ele está enterrado no Forest Lawn Memorial Park (Hollywood Hills).

## Filmografia
- The Gang That Couldn't Shoot Straight (1971) é Bartender
- The Friends of Eddie Coyle (1973) é The Beard
- Serpico (1973) é Tom Keough
- The Sting (1973) é Erie Kid
- Law and Disorder (1974) é Elliott
- Car Wash (1976) é Scruggs
- The Fish That Saved Pittsburgh (1979) é Setshot
- On the Nickel (1980) é Bad Mood
- Melvin and Howard (1980) é Jim Delgado
- Reds (1981) é Eddie
- The Ballad of Gregorio Cortez (1982) é Prosecutor Pierson
- The Star Chamber (1983) é Hingle
- Two of a Kind (1983) é Sr. Chotiner
- The Pope of Greenwich Village (1984) é Bunky
- The Wild Life (1984) é Sr. Parker
- The Killers (1984) é Harry
- Flight of the Spruce Goose (1986) é Freddie Fletcher
- The Little Sister (1986) é Nikos
- The Untouchables (1987) é Walter Payne
- D.O.A. (1988) é Cliente invasor
- Midnight Run (1988) é Jerry Geisler
- Dick Tracy (1990) é Cliente invasor
- Young Guns II (1990) é Ashmun Upson
- Servants of Twilight (1991) é Dr. Denton Boothe
- Falling Down (1993) é Street Worker
- The Paper (1994) é Phil
- Gospel According to Harry (1994) é Harry
- The Game (1997) é tenente Sullivan